# Parole, Maryland
Parole är en ort i Anne Arundel County i delstaten Maryland, USA.